# Tanya DePass
Tanya DePass, également connue sous son nom d'utilisatrice Cypheroftyr, est une journaliste, activiste et streameuse américaine. 
Elle est la fondatrice de l'organisation à but non lucratif I Need Diverse Games (en français « J'ai besoin de jeux diversifiés ») qu'elle a créée en 2016.

## Biographie

### Jeunesse
Tanya DePass a grandi dans une famille pauvre de Chicago. Elle est fan de jeux sur table et de jeux vidéo depuis son plus jeune âge.

### Carrière
Tanya DePass a écrit des articles sur des thématiques en lien avec la diversité, les féminismes et la race, pour des publications telles que Polygon et Vice. Elle fournit des services de consultation sur la diversité aux studios et organisations de développement de jeux. Elle est coordinatrice de la programmation et de la diversité pour OrcaCon et GaymerX (en). Tanya DePass est l'éditrice de Game Devs & Others: Tales from the Margins (2018), une anthologie d'essais de spécialistes de l'industrie du jeu et d'utilisateurs et utilisatrices qui se sentaient marginalisées par l'industrie,. De plus, elle est membre de la cohorte 2020 de Annenberg Innovation Lab Civic Media Fellowship à l'USC,.
DePass est la co-développeuse du RPG de la cinquième saison, basé sur la trilogie Broken Earth de NK Jemisin (2020). Son travail a été présenté dans l'exposition Design/Play/Disrupt (Concevoir/Jouer/Perturber en français) du Victoria and Albert Museum.
En ligne, Tanya DePass porte le nom d'utilisatrice Cypheroftyr. Elle est streameuse sur Twitch, où elle a été victime de harcèlement. En 2020, lors des manifestations de George Floyd, Tanya DePass a organisé une diffusion en streaming à but caritatif pour collecter des fonds pour The Bail Project (en) – le flux a collecté plus de 140 000 dollars américains en une seule journée,.
Elle joue également à Donjons & Dragons dans le livestream Rivals of Waterdeep (en), qui met en vedette un casting représentant des personnes d'origines diverses,. L'émission a débuté en 2018 à Chicago en tant que production officielle de Wizards of the Coast, diffusée sur la chaîne officielle Dungeons & Dragons Twitch. Tanya DePass est également la directrice créative de Cortex System (en) et sa série de jeux Into the Mother Lands.
Fireside Magazine, pour lequel Tanya DePass était la rédactrice des suppléments spéciaux, a été nommée pour un Prix Hugo du Meilleur Semiprozine en 2019. En 2020, le Diana Jones Award (en) a été consacré à la Black Excellence in Gaming (en français : Excellence des Personnes Noires dans les Jeux Vidéos) dont le comité récompense spécifiquement deux douzaines de personnes noires de l'industrie des jeux vidéos, dont Tanya DePass. Kotaku a nommé Tanya DePass l'une de ses quatre «joueurs et joueuses de l'année» pour 2020.
En 2021, Tanya DePass est devenue actrice dans The Black Dice Society, une émission de jeu réel de Ravenloft sur le thème Dungeons & Dragons sur les chaînes officielles de Wizards of the Coast,.
Son travail pour rendre l'industrie plus inclusive a été mis en évidence dans Game Changer, réalisé par Tina Charles,,, star de la WNBA et olympienne ainsi que cinéaste. Le court documentaire a été présenté en avant-première à Tribeca 2021, dans le cadre du Queen Collective. Il s'agit d'une initiative lancée par Queen Latifah et soutenue par Procter & Gamble dans le but d'attirer davantage de femmes noires dans la réalisation de films au cinéma. Tanya DePass a également été présentée dans le cadre de la programmation Juneteenth 2021 de BETHer le 19 juin 2021[réf. nécessaire].

## Organisation
En 2014, Tanya DePass a utilisé le hashtag #INeedDiverseGames tout en répondant à une déclaration d'Ubisoft affirmant qu'il ne serait pas possible d'animer des personnages féminins pour le prochain jeu Assassin's Creed,,. Tanya DePass a notamment dit qu'elle en avait « marre des jeux où [elle] ne peux pas être l'héroïne ». Bien qu'antérieur à la controverse, le hashtag est devenu particulièrement populaire lors de la campagne de harcèlement du Gamergate car il a été l'un des principaux tweets anti-Gamergate utilisés à ce moment-là. Les tweets utilisant le hashtag étaient principalement ceux qui partageaient des messages positifs sur le désir d'une diversité accrue et d'une représentation plus large de la population dans les jeux vidéos.
DePass a fondé une organisation à but non lucratif sous le nom de I Need Diverse Games en août 2016,,. L'organisation, basée à Chicago, vise à soutenir la visibilité et l'accès des personnes sous-représentées au sein de l'industrie des jeux vidéos, et est financée par Patreon et des campagnes de collecte de fonds. L'une des initiatives de l'organisation consiste à fournir un soutien financier et des laissez-passer pour les conférences sur les jeux vidéos telles que la Game Developers Conference. Depuis 2020, I Need Diverse Games a envoyé chaque année environ deux douzaines de personnes à la Game Developers Conference. L'organisation propose également des séminaires sur la diversité lors d'autres événements de l'industrie du jeu et met en lumière le travail des personnes sous-représentées,.

## Œuvres
- Game Devs & Others: Tales from the Margins (2018) : Éditrice.
- RPG de la cinquième saison (2020) : Co-développeuse.

## Filmographie
- The Black Dice Society[Quand ?] : rôle à préciser